# 弗雷德里克·罗伯顿
弗雷德里克·罗伯顿（1938年1月16日—2009年10月12日）是一位英国逻辑学家和数学家，毕业于剑桥大学和威斯康星大学麦迪逊分校，后进入布里斯托尔大学任教，大基数领域中的罗伯顿基数以其姓氏命名。